# Hans-Ulrich Buchwald
Hans-Ulrich Buchwald (* 20. Dezember 1925 in Breslau; † 18. Februar 2009 in Hannover) war ein deutscher Maler, Grafiker, Keramiker, Bühnenbildner und Maskenbauer. Sein Gesamtwerk umfasst ca. 10.000 Zeichnungen, Holz- und Linolschnitte, Gemälde, Keramiken, Holzskulpturen und Masken. Es ist geprägt durch eine Vielfalt künstlerischer Ausdrucksformen. Buchwald fühlte sich der klassischen Moderne verpflichtet, die er aber erst nach dem Krieg kennenlernte. Er ließ sich inspirieren von George Grosz, Pablo Picasso, Edvard Munch, August Macke, Franz Marc, Oskar Schlemmer, Fernand Léger, suchte aber auf diversen Gebieten nach einem eigenen Stil.

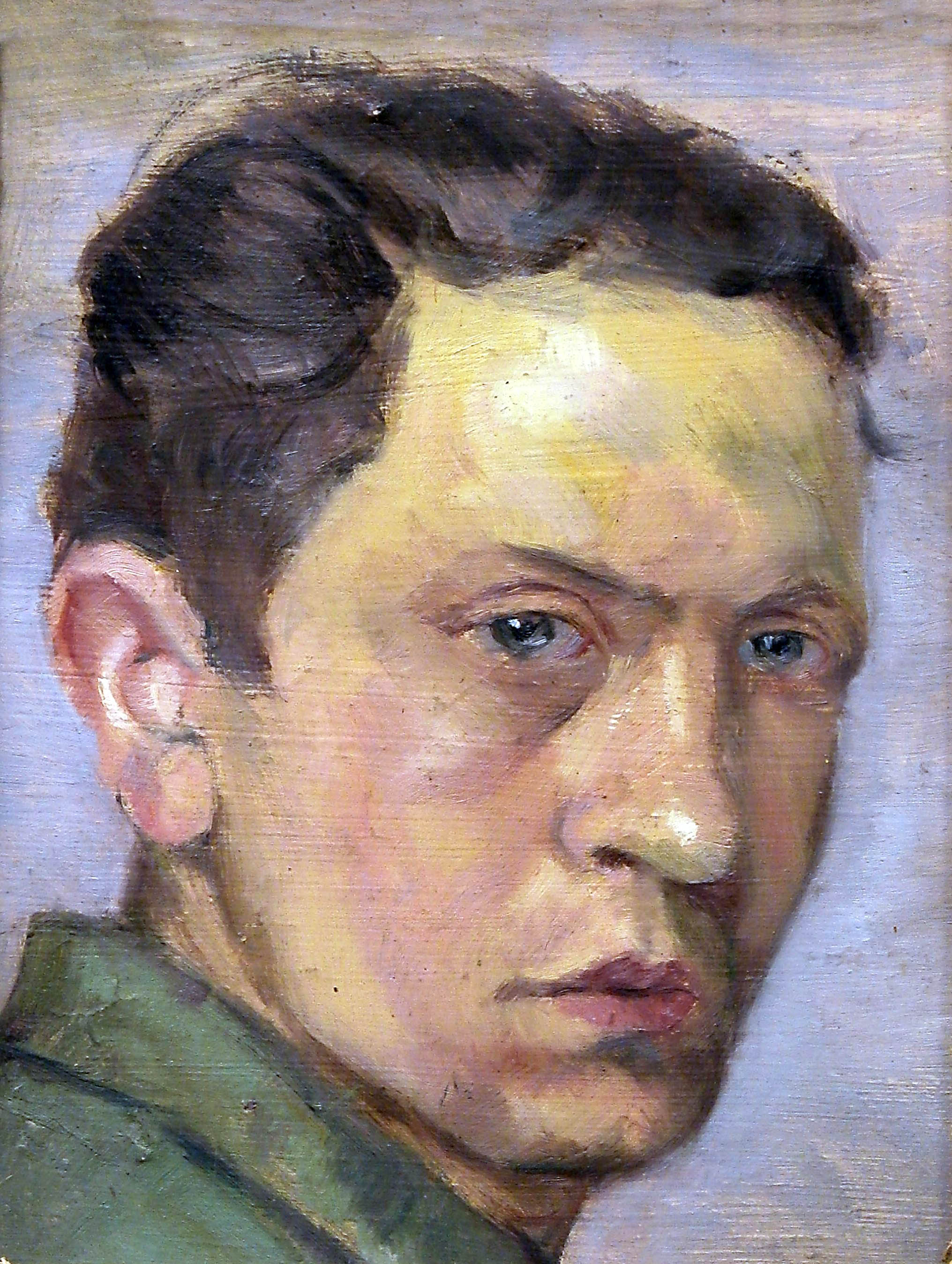
Selbstbildnis des Künstlers Hans-Ulrich Buchwald

## Leben

### Erste Impulse
Buchwalds Großvater war Maler, ebenfalls sein Onkel Alfred Ferdinand Buchwald. Auch sein Vater war der Bildenden Kunst zugetan, ergriff aber aus finanziellen Gründen den „Brotberuf“ Koch, eröffnete Anfang der zwanziger Jahre ein Gourmetrestaurant in Breslau, in dem Künstler, Literaten, Theaterleute und deren Bewunderer verkehrten. Einige Maler verkehrten sogar im Haus Buchwald wie Otto Mueller („Zigeunermüller“). Als Hans-Ulrich zur Welt kam, musste der Vater das Lokal schließen, unterstützte den Sohn aber auf jede erdenkliche Weise bei der Entwicklung seiner früh erkennbaren künstlerischen Begabung. Er schickte ihn auf die Waldorfschule. Als die Weltanschauungsschule 1940 von den Nazis geschlossen wurde, beantragte der Vater eine Sondergenehmigung zum Besuch der Werkkunstschule für den 15-Jährigen und der junge Buchwald erhielt einen Platz in der Klasse für Gebrauchsgrafik bei Rump. Zwei Jahre später wurde er zum Arbeitsdienst eingezogen, kurze Zeit später zum Militär. Er geriet in amerikanische Kriegsgefangenschaft und wurde 1947 wieder entlassen. In dieser Zeit beschäftigte er sich weiter mit Malerei und Zeichnen.

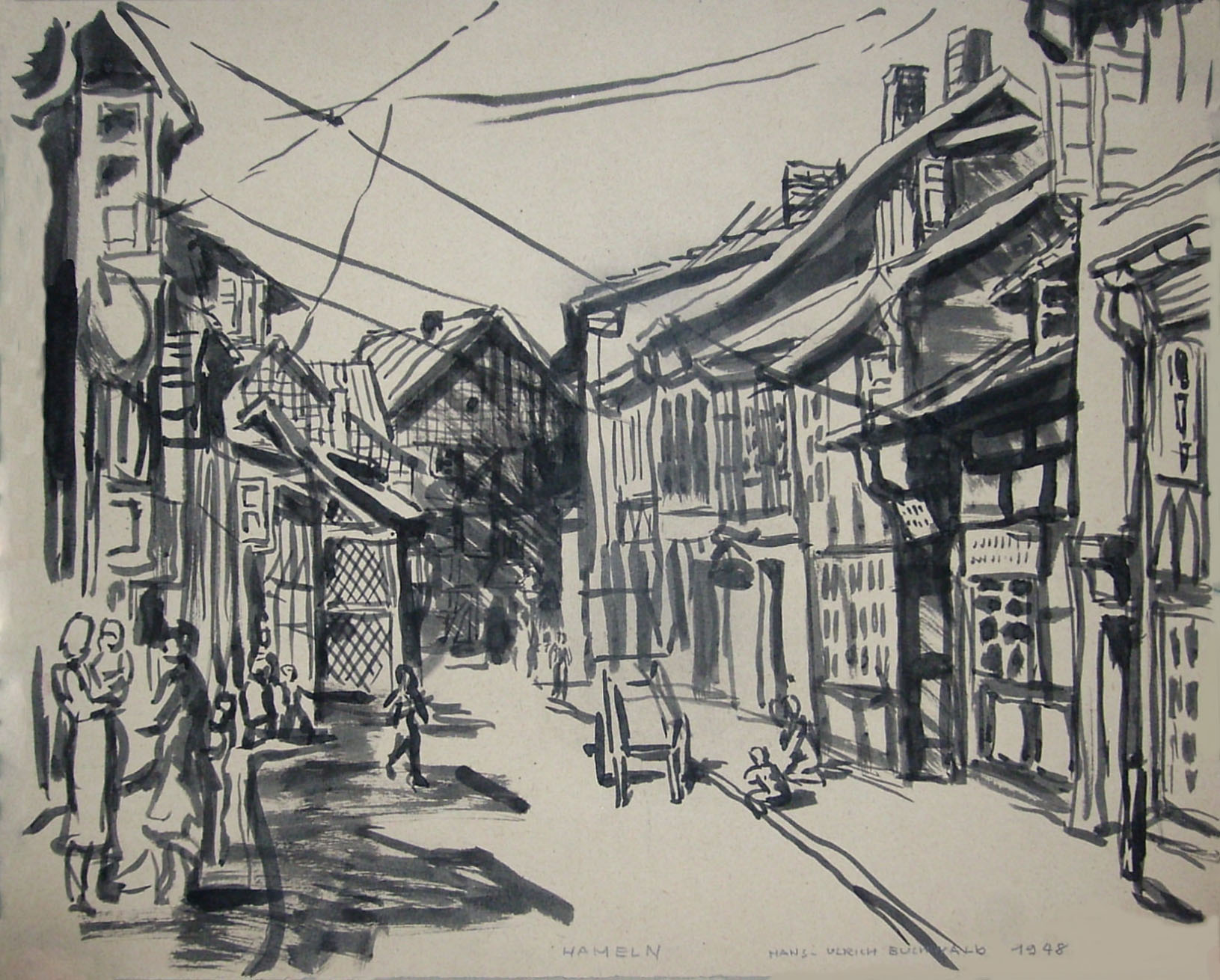
Rohrfederzeichnung Straßenszene in Hameln

### Studium der Malerei, Ehe und Berufstätigkeit
Nach der Entlassung aus der Gefangenschaft und einem kurzen Aufenthalt in Köln ließ er sich in Hameln nieder. Alles, was er in seiner Jugendzeit gemalt und gezeichnet hatte, war verloren gegangen. Der 22-Jährige erhielt kostenlosen Malunterricht bei Josef Apportin und lernte die Gründer des Hamelner Kunstkreises, Rolf und Charlotte Flemes sowie Hans Seutemann kennen. Der Hamelner Kunstkreis vermittelte ihm Reisestipendien nach Marokko und Schweden, die er ausgiebig für Übungen in Aquarell und Zeichnen nutzte. 1950 bis 1952 ließ er sich „den letzten Schliff“ von Erich Rhein an der Werkkunstschule Hannover verpassen. Als 1952 aus dem Hamelner Kunstkreis der Kunstverein „Arche“ wurde, wurde auch Buchwald zur Mitgliedschaft eingeladen. Dann verlegte er seinen Wohnsitz nach Hildesheim und arbeitete vier Jahre lang (1952–1956) als Bühnenbildner am Stadttheater. Die Erfahrungen dieser Zeit kamen später seinem „Scharniertheater“ zugute, sie schlugen sich aber auch in seinen Grafiken nieder. 1956 heiratete er die Kunsterzieherin Hella Feyerabend (1915–2000), die er bei Erich Rhein kennengelernt hatte. Dann nahm er eine Stelle als Zeichner der Paläontologischen Abteilung am Niedersächsischen Landesmuseum Hannover an und blieb dort bis zu seinem Vorruhestand 1980. Das Paar mietete eine Wohnung in Hannover, in der beide bis an ihr Lebensende wohnen blieben. Hella Feyerabend brachte ihre Tochter Gundel mit in die Ehe. Hella und Hans-Ulrich Buchwald bekamen zwei weitere Töchter, Marianne (geb. 1957) und Luise (geb. 1959), die auch künstlerisch tätig wurden.

## Das künstlerische Schaffen

### Zeichnungen
Buchwald hat ständig seine Fähigkeit zum zeichnerischen Erfassen der Welt verfeinert. Selbst aus der amerikanischen Kriegsgefangenschaft sind einige Zeichnungen erhalten geblieben. In den 1940er-Jahren und Anfang der 1950er-Jahre hat Buchwald viel mit Kohle, Bleistift und Rohrfeder gearbeitet, um Alltagseindrücke, Tiere aus dem Zoo oder Landschaften in Zeichnungen festzuhalten.
Buchwalds Bestreben war es, alles, was ihm vor Augen kam, lebensecht und zugleich typisierend mit einer schwungvollen Strichführung aufs Papier zu werfen. Bei stundenlangen Zoobesuchen fertigte er Tierstudien an. Seine Sujets entnahm er oft auch dem Alltag der Menschen. Dabei orientierte er sich auch an Vincent van Gogh und dessen Ansatz, gerade das vermeintlich „unansehnliche“ Alltagsleben der einfachen Menschen zu würdigen. So zeichnete Buchwald Kriegsgefangene und Musiker, Menschen bei der Kartoffelernte, in der Fabrik oder bei der Müllabfuhr, auf dem Markt beim Ein- und Verkaufen, auf der Straße und im Automobil.

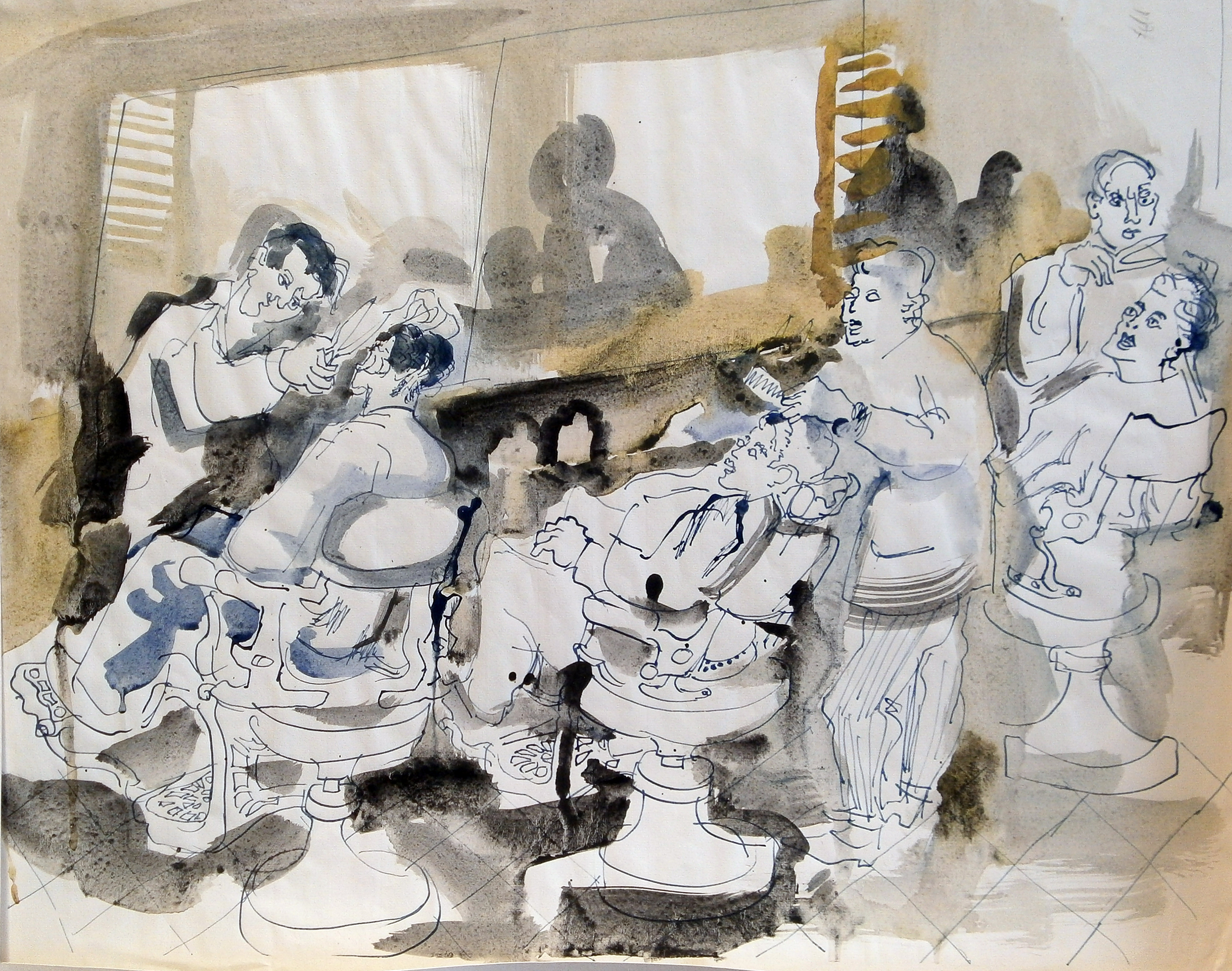
Drei Kunden in einem Frisiersalon

### Holz- und Linolschnitte
Dass Buchwald sich intensiv dem Holzschnitt und dem Linolschnitt zugewandt hat, ist auf dem Boden einer besonders geschichtsträchtigen, bis ins 15. Jahrhundert reichenden, spezifisch deutschen Kunsttradition zu sehen. In der Verteilung von Hell und Dunkel und in der Entwicklung von Fläche und Raum folgte Buchwald zunächst Gestaltungsprinzipien der großen Expressionisten.
Die ersten Anregungen für seine Holzschnitttechnik bekam Buchwald auf der Kunstgewerbeschule Hannover bei E. Rhein. Anfangs folgte er stilistisch den Expressionisten, die die komplizierte Welt oft holzschnittartig reduziert haben. Das sperrige Material zwingt zu strenger Form. In der Verteilung von Hell und Dunkel und in der Entwicklung von Fläche und Raum sind Einflüsse von Erich Heckel, Ernst Ludwig Kirchner, Frans Masereel und Edvard Munch unverkennbar. Als Buchwald den Linolschnitt für sich entdeckte, konnte er dem weicheren Material – nach Meinung der Klassiker nicht für künstlerische Darstellung geeignet – viel stärker seine zeichnerischen Qualitäten aufdrücken. Statt großflächiger Arbeitsweise erlaubt der Linolschnitt einen differenzierten Umgang mit Formen, Schraffuren, gebogenen Linien, Rastern und ornamentaler Linienführung. Durch seine raffinierte Strichtechnik, mit der Buchwald seine Bilder mit feinen Liniennetzen durchzog, zeigte er sich als Meister der Schnittkunst. Ihm gelangen großformatige Linolschnitte, die wie Zeichnungen wirken.
Rüdiger Joppien notiert über den Grafiker: „Selbstauferlegte Beherrschung und Disziplinierung der Mittel sind die bestimmenden Faktoren in Buchwalds Graphikverständnis. Buchwald weiß um die Strenge und Sprödigkeit seines Werkstoffes, doch sind es diese Eigenschaften, die ihn zu ständiger formaler Variation und zur Erkundung neuer graphischer Ausdrucksmöglichkeiten anregen, so, als wolle er beweisen, wie viel aus diesem Material herauszuholen sei.“
In seinen Holz- und Linolschnitten ging Buchwald zwar vom Gegenständlichen aus, verfremdete aber die Sujets oft surrealistisch bis hin zu mythologischen Figuren. So zeigte er immer wieder das ursprünglich Animalische des homo sapiens, machte die Tiergestalt des Menschen sichtbar, die als vitale Kraft oder als subtile Bedrohung daherkommt wie etwa als Minotaurus.

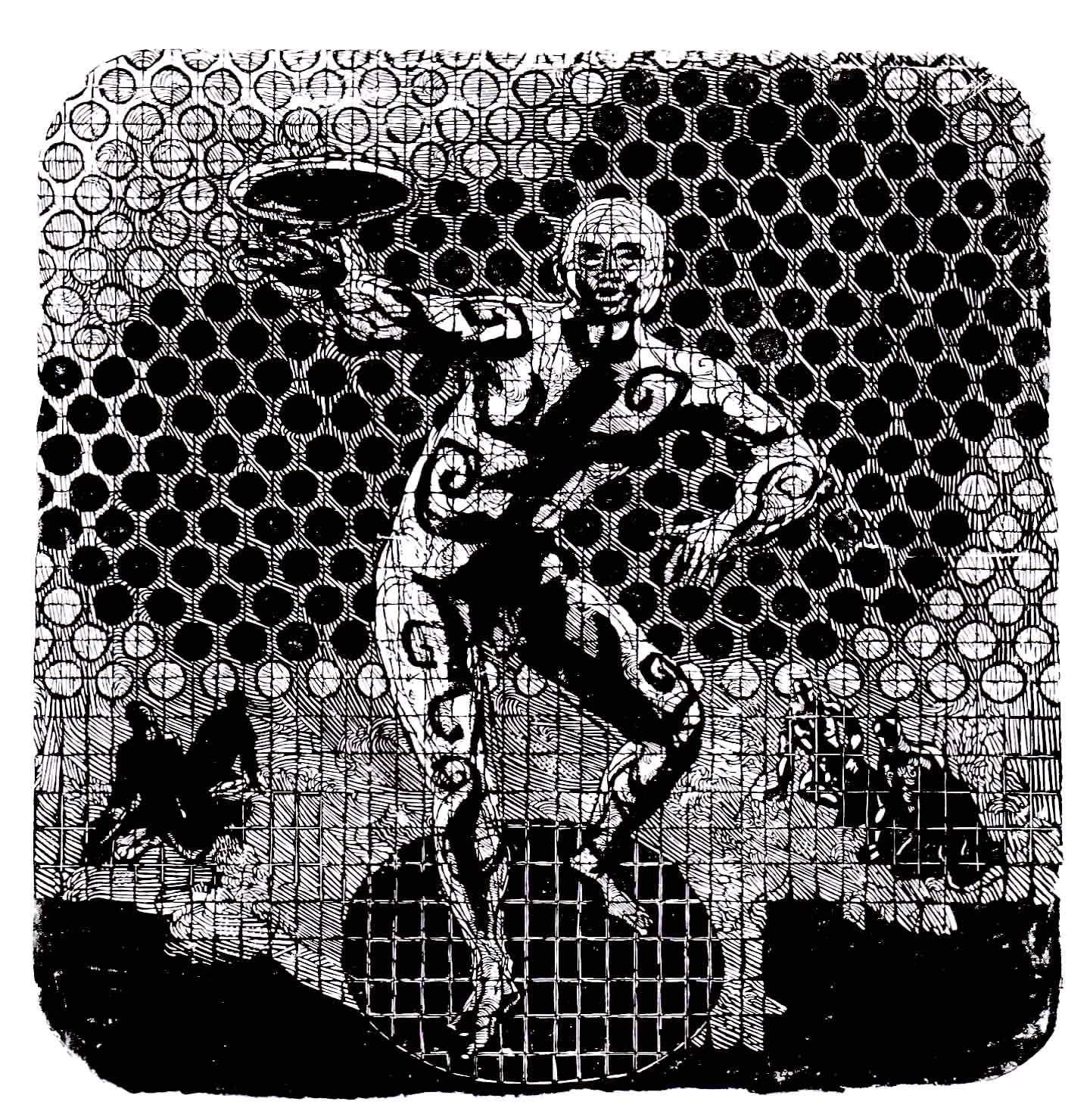
Diskuswerfer beim Wurf

#### Der Bühnenbildner als Grafiker
Buchwalds Hildesheimer Bühnenbildnerzeit hat auch auf seine Graphiken abgefärbt. Oft sind die Bilder wie Bühnen konzipiert: im Hintergrund oder über der Szene bauschen sich Vorhänge, die Zentralperspektive wird benutzt, um den wichtigsten Akteur in die Mitte zu stellen, Wände oder Käfiggitter bilden den Hintergrund der Bühne, auf der das dargestellte Geschehen präsentiert wird. Das alles gibt seinen Graphiken oft etwas Theatralisch-Barockes, die Protagonisten stellen sich selbst dar. Für die Selbstdarstellung braucht man Zuschauer, auch wenn es das eigene Spiegelbild ist…
„Seine Linienführung, seine expressiven Abkürzungen, Vereinfachungen und Übertreibungen, seine ornamentgeladenen, spannungsreich, dichtgedrängten Bildspiegel, sein einerseits bis in metaphysische Tiefen vordringender und andererseits bis hart an die Grenzen des Skurrilen, eher noch in surrealistische Bereiche vorstoßender Ausdrucksstil, ist ganz im eigenen Wesen Buchwalds selbst gegründet. Sein Gestaltetes ist das getreue Spiegelbild seiner selbst... Seine Werke teilen sich dem Betrachter in eben der Weise mit, wie Buchwald sich selbst in der persönlichen Begegnung zeigt: gedanklich und verbal überladen… tiefsinnig hintergründig, immer liebenswürdig, zuvorkommend, hilfsbereit, tolerant und von großer Herzensgüte, dabei phantasiereich und stets positiv bejahend.“
Neben Buchwalds monumentalen Grafiken, die vielfach auf mythologische Motive zurückgreifen, ist zu sehen, dass er auch ein Vertreter der kritischen Grafik war. Da bekommt ein Schreiberling aus einer Behörde von Buchwald einen Hundekopf verpasst, um seine bürokratische Prinzipienreiterei im Umgang mit den Antragstellern zu demaskieren. Da ist die Dame, deren Katzenliebe so weit geht, dass sie das Tier wie einen Hut spazieren führt. Da hockt die Schuhkäuferin ängstlich vor dem Kunden, den sie mit seinem herablassenden Auftreten wie einen Raubvogel wahrnimmt. Nicht nur in Linolschnitten, auch in manchen Aquarellen Buchwalds kommt immer wieder die Kehrseite der menschlichen Existenz, das Spiegelbildliche, das Seitenverkehrte und Schräge des Menschen zum Vorschein. Mit solchen Bildern leistete Buchwald auch einen Beitrag zur „Kritischen Grafik“, die ja in den 1970er- und 1980er-ahren eine neue Blüte erlebte, nicht zuletzt in Hannover, etwa mit WP Eberhard Eggers und Hans-Georg Kanitz.

### Aquarelle
Auf den Umgang mit Pinsel und Farbe legten die Maler des Kunstkreises Hameln großen Wert. Eine gute Möglichkeit für den werdenden Künstler, seinen Umgang mit Ölfarben und seine Aquarelltechnik zu verfeinern. Gerade die vom Kunstkreis Hameln gesponserten Schiffsreisen nach Schweden oder Nordafrika erlaubten Buchwald, seine Aquarelltechnik weiterzuentwickeln. Zugleich entstanden diese Aquarelle in Urlaubsstimmung, in einer sonnigen Atmosphäre von Freiheit und Entdeckerfreude. Die Leichtigkeit des Seins schwingt in seinen Aquarellen mit. Buchwald selbst sprach von „fröhlicher Gegenständlichkeit“. Er erinnerte sich: „Meine Aquarelle entstehen oft in den Ferien, im Hotel, in Millionärsstimmung“.
Trotz der entspannten Stimmung, in der die Aquarelle meist entstanden, wurden sie mit großer Meisterschaft ausgeführt. Es gibt so gut wie keine Übermalungen. Und Buchwald beherrschte die Technik, das weiße Papier durch Weglassen von Farbe in das Bild einzubeziehen, vermutlich sogar ohne Maskierflüssigkeit zu benutzen.
Zu den Themen wäre zu sagen, dass sich mit der Zeit auch die Modelle auf seinen Aquarellen veränderten. Zwar tauchten immer wieder Motive von Schiffsreisen und Strandurlauben auf, von marokkanischen Basars und Parklandschaften, aber immer öfter auch Stadtmotive wie elegante Damen vor dem Modesalon oder dem Hutladen, im Café oder am Buffet, Autos in Paris oder auf der „Blauen Brücke“, Rollschuhläufer und Fußballspieler. Und obwohl Buchwald immer noch vom Gegenständlichen ausging, wurden die Dargestellten zunehmend typisiert und verschmolzen teilweise sogar mit der Architektur der Umgebung.

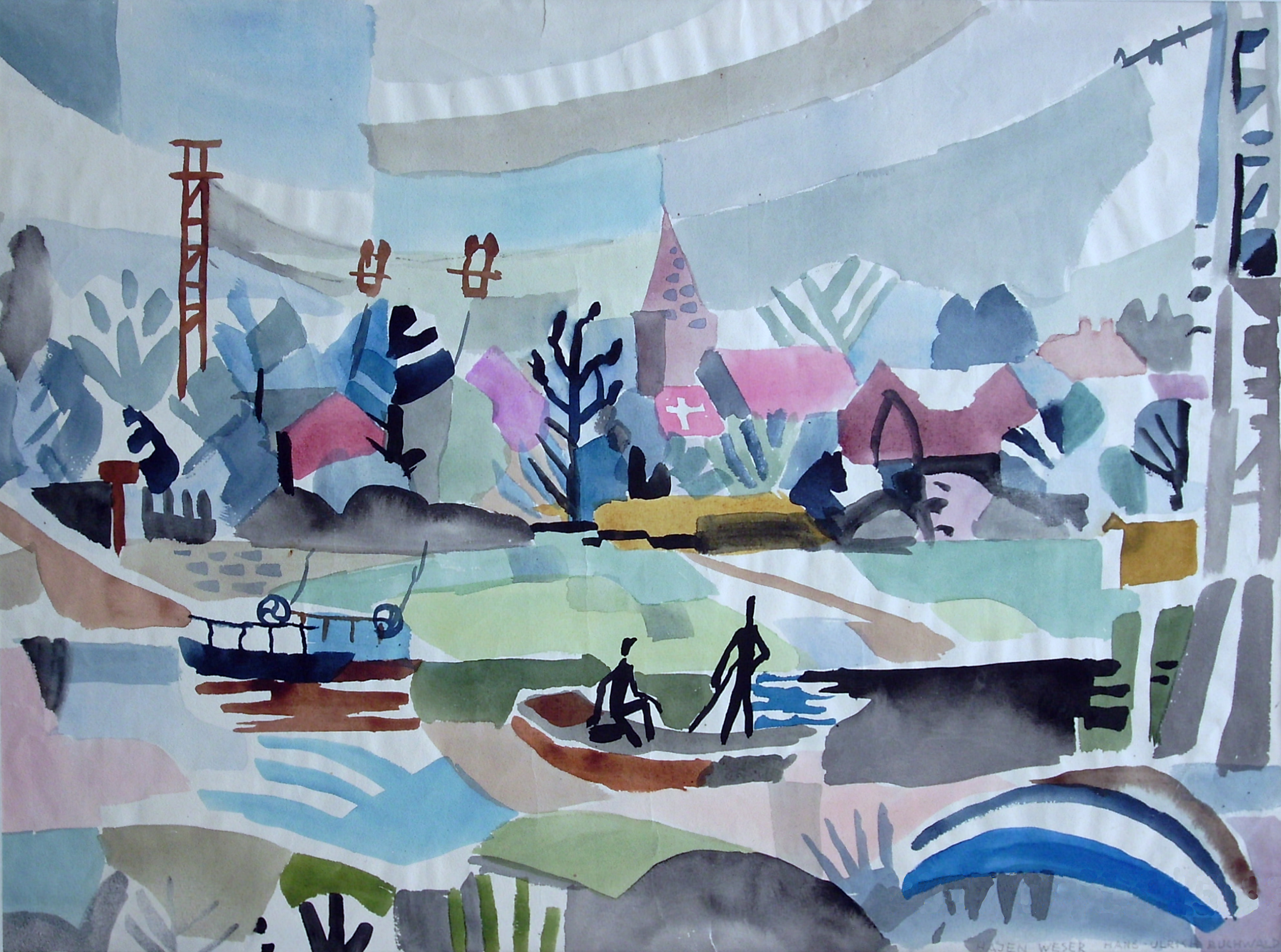
Weserfähre Haje vor dem Dorf

Rudolf Jüdes, Hannoverscher Publizist und Herausgeber mehrerer Künstlerbiografien im Steintor Verlag, schrieb:

„Eine Sonderstellung im malerischen Werk Buchwalds nehmen die Aquarelle ein. Für den Künstler sind es Erlebnis- und Reisenotizen, schnell hingeschriebene Arbeiten, um flüchtige Eindrücke festzuhalten. Aber mit welcher Sicherheit in der Farbwahl und im kompositorischen Aufbau geschieht das!
Buchwald malt seine Aquarelle zuerst naß in naß mit ineinanderfließenden Farben, habe sich dies aber, wie er berichtet, 1951 abgewöhnt. Nach und nach bevorzugt er eine Malerei, in der er auch Lasuren im Aquarell anlegen kann.
In den fünfziger und sechziger Jahren wird die unmittelbare Anschauung der Dinge in solchen Aquarellen festgehalten. Der Alltag ist unerschöpfliches Reservoir dieser Anschauung. Und der Sonntag erst, die Tage auf Reisen… In den Aquarellen wird die spontane Einübung von Realisationstechniken sichtbar. Es gibt eine Anzahl von Kombinationen: Aquarell und Kreide, Aquarell und Feder und Tusche. Zu den Reisebildern gesellen sich Bühnenbildentwürfe.“

### Ölbilder

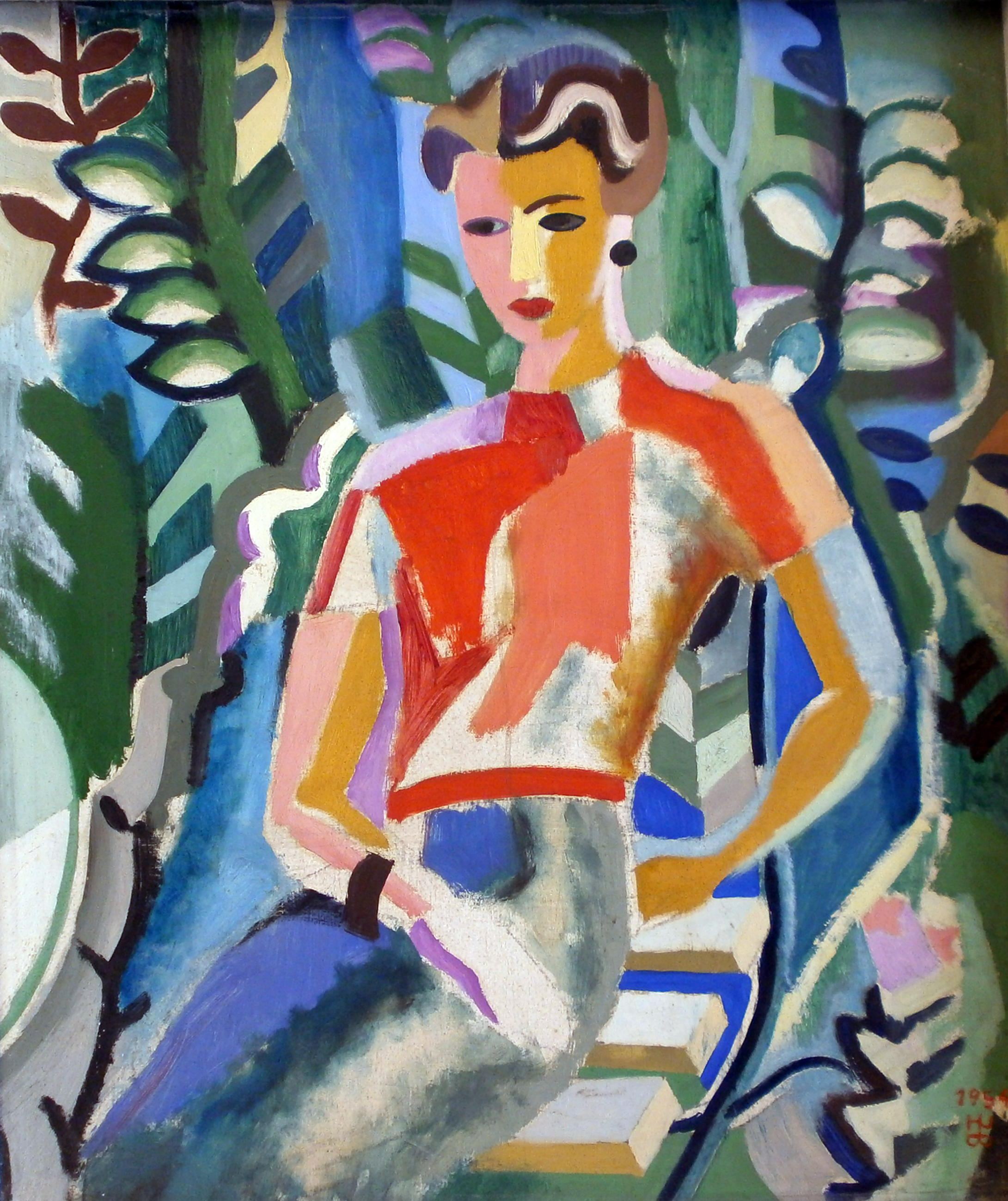
Elegant Lady with a red blouse

Nach dem Krieg stellte Buchwald erschüttert fest, dass die klassische Moderne Malerei praktisch an ihm vorbeigegangen war, verfemt und zum Teil vernichtet als „entartet“. So nahm er Ende der 40er Jahre jede sich bietende Gelegenheit wahr, sich Ausstellungen der verfolgten Künstler anzuschauen und von ihnen zu lernen.

„Allein an dreißig Ölbildern aus 1949 sind Formanregungen von Grosz, Picasso, Kandinsky, Munch, Macke, Marc, Schlemmer, Léger, den Futuristen und den deutschen Expressionisten auszumachen. Nichts davon ist Kopie, alles ist erfahren, so wie man ein Motiv erfährt — und verwandelt und sich zu eigen macht. Und nie wird dabei der Gegenstand aufgegeben.“

### Holzskulpturen
Ab etwa 1963 entwickelte Buchwald Holzplastiken. Auslöser waren seine nach neuen Spielen hungernden Kinder. Aber als Künstler ging Buchwald über diese Augenblicksmotivation hinaus und beschäftigte sich mit den Möglichkeiten, aus ineinandergesteckten Holzscheiben künstlerisch wertvolle Skulpturen zu bauen. So entstanden aus zweidimensionalen Grundformen dreidimensionale Gebilde wie Tiere, Menschen, Geister oder auch ungewöhnliche Kleiderständer. Diese Technik des Zusammensteckens zweidimensionaler Formen entwickelte er später weiter zu den ersten Figuren seines „Scharniertheaters“.

### Keramiken
Erst in den 19er<--In welchen 19er Jahren?--> Jahren machte Buchwald nähere Bekanntschaft mit der Technik der Keramik. Im Töpferdorf Duingen bekam er Gelegenheit, in einer Tonfabrik, die Abwasserrohre produzierte, das Rohmaterial zu benutzen und seine keramischen Skulpturen an Ort und Stelle nicht nur zu bauen, sondern auch brennen zu lassen. Den zylindrischen Formen der so entstandenen Terrakotten ist dieser Ursprung immer noch anzumerken. Typisch für ihn war, dass Buchwald seine Keramiken mit vielen graphischen Elementen dekorierte oder bemalte und wieder – wie schon bei der Grafik – zu figürlichen Tier- und Menschengestalten kam.

### Freiwinklige Acrylbilder

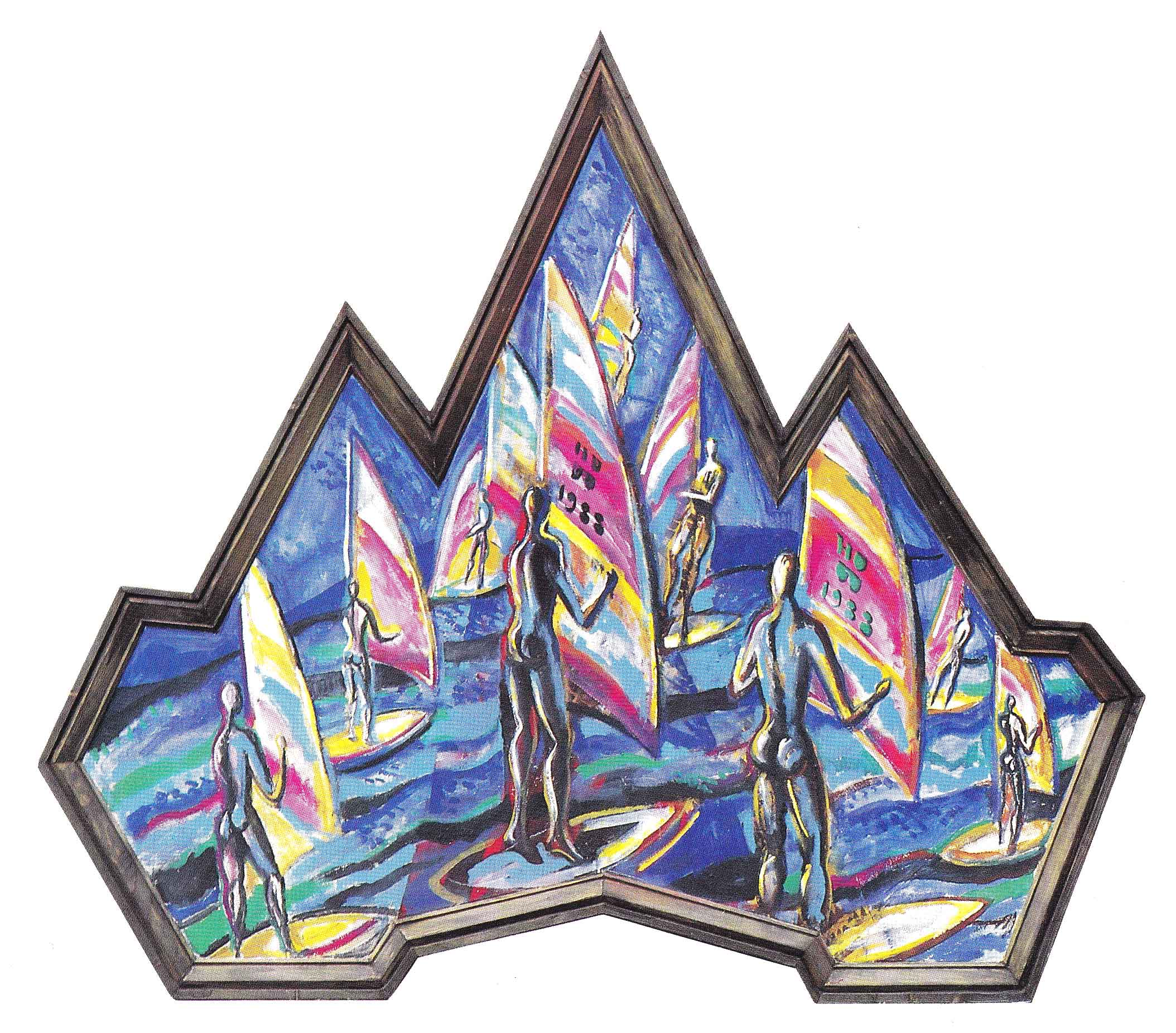
Mehrere Surfer auf ihren Surfbrettern auf einem freiwinkligen Bild

Schon als Kind hatte Buchwald an der Waldorfschule Vorbehalte gegen den rechten Winkel kennengelernt, der ja tatsächlich in der Natur nirgends vorkommt. Zuerst konnte er mit dieser Skepsis nichts anfangen, hat sich aber später nach dem Besuch des Goetheanums bei Basel und nachdem er Le Corbusiers Kirche in Ronchamp studiert hatte, stärker mit der Kritik an den „abben Ecken“ auseinandergesetzt. Auch die Besichtigung der barocken Malereien im Schloß Weißenstein (Pommersfelden) provozierte ihn, sich gründlicher mit dem Verzicht auf den rechten Winkel zu beschäftigen. Aber er kam erst um 1980 dazu, seine Gedanken zu dem Thema auch bildnerisch umzusetzen. Er erprobte nun eine neue Art von selbst gezimmerten Bilderrahmen ohne rechten Winkel. Mit seinen „freiwinkligen“ Acrylbildern wollte Buchwald raus aus der rechteckigen Enge des Tafelbildes. Form und Inhalt sollten sich entsprechen. Die freiwinkligen Einfassungen schufen neue „Rahmenbedingungen“. So hat er ungewöhnliche Blickfänge kreiert. Außerdem griff er nach Acrylfarben, weil ihn „der Terpentingeruch der Ölmalerei schon immer gestört hat“.
Für Jüdes sind Buchwalds freiwinklige Bilder „ein besonderer Akt von Befreiung aus Zwängen kultureller Rechtsorientierung. Ein dionysisches Lebensgefühl manifestiert sich“.

### Das Scharniertheater
Das Scharniertheater ist der Name für ein Figuren- und Maskentheater, das von Hella und Hans-Ulrich Buchwald 1969 begründet wurde. Der Name verdankt sich der frühen Technik Buchwalds, Arm- und Beingelenke, aber auch die „Profilscheiben“, die aufgeklappt den Kopf ergaben, durch Scharniere, und sei es Klebeband, zusammenzuhalten und bewegungsfähig zu machen.
Wichtige Impulse für sein späteres Scharniertheater bekam Buchwald durch seine Arbeit als Bühnenbildner am Stadttheater Hildesheim (1952–1956) und durch sein frühes Interesse an Puppen und Masken. Für seine Kinder baute er in den 1960er-Jahren kleine Stockpuppen, die das Bewegungsprinzip javanischer Wayangfiguren übernahmen (ein Holzstab bildet das Rückgrat, die Arme werden durch Stäbe bewegt). Von Anfang an hatte Buchwald die Idee, die zunächst zweidimensionalen Köpfe durch Zusammenstecken verschiedener Schnitte des Kopfes von allen Seiten sichtbar zu machen und damit die Beweglichkeit im Spiel zu erhöhen. Nach dem Modell dieser ersten Figuren baute Buchwald Gestalten, die auf einer Bühne bewegt werden konnten: Entweder wurden die Stöcke, die das Rückgrat bildeten, in einen rollbaren Kartenständer gesteckt oder der Spieler konnte sich die Puppe vorschnallen und seine eigenen Bewegungen auf die Figur übertragen.

#### Entwicklung des Scharniertheaters
Ein Anlass, dieses Prinzip zu testen, ergab sich durch eine große Ausstellung mit Werken von Hella und Hans-Ulrich Buchwald im Juni 1969. Dafür stellte der Kunstverein Hannover das Künstlerhaus mit Theatersaal zur Verfügung. Weitere Aufführungen, Rundfunk und Fernsehen machten das neue Theater publik und bald fand sich ein Kreis interessierter Spieler. Auch Film- und Theaterregisseure, Balletttänzer, Pantomimen Jean Soubeyran, Musiker wie Willi Vogl und Fredrik Vahle, Schriftsteller wie Hans-Joachim Haecker und andere Künstler wirkten mit, setzten unterschiedliche Akzente und bereicherten mit ihrer Kunst das Figurenspiel. Etliche der Spieler haben sich inzwischen auch selbständig gemacht und die Buchwaldschen Ansätze eigenständig weiterentwickelt (Gabriele Marschall-Grundke hat das poetische „Traumtanztheater“ und Steffi Gaetjens das Theater „Art Tremondo“ gegründet).
Auch die Form der Spielfiguren entwickelte Buchwald weiter. Hatte Buchwald mit Flachfiguren mit aufklappbaren Köpfen aus Pappe begonnen, so entwickelte er in den 1970er Jahren Vollmasken aus Draht und Stoff, in die die Spieler nun hineinschlüpfen konnten und so unabhängig von einer Bühne umringt agieren konnten, also auch im Freien, bei Walkacts, Straßenfesten oder bei Ausstellungen. Am Anfang wurden die Spieler nach dem Prinzip des Schwarzen Theaters unsichtbar: Vor schwarzem Bühnenhintergrund agierten sie vollständig von schwarzer Kleidung bedeckt.
Auch Buchwalds Masken, denen seit den 1970er Jahren ein Großteil seiner Arbeit galt, wuchsen – wie seine Linolschnitte und Acrylbilder – immer mehr ‚über sich hinaus‘ bis zu ‚kaum mehr tragbaren‘ bis zu 3 m hohen Gestalten. Die Figuren des „Scharniertheaters“ werden bis heute für Theaterarbeit, für Walkacts und öffentliche Aktionen genutzt.

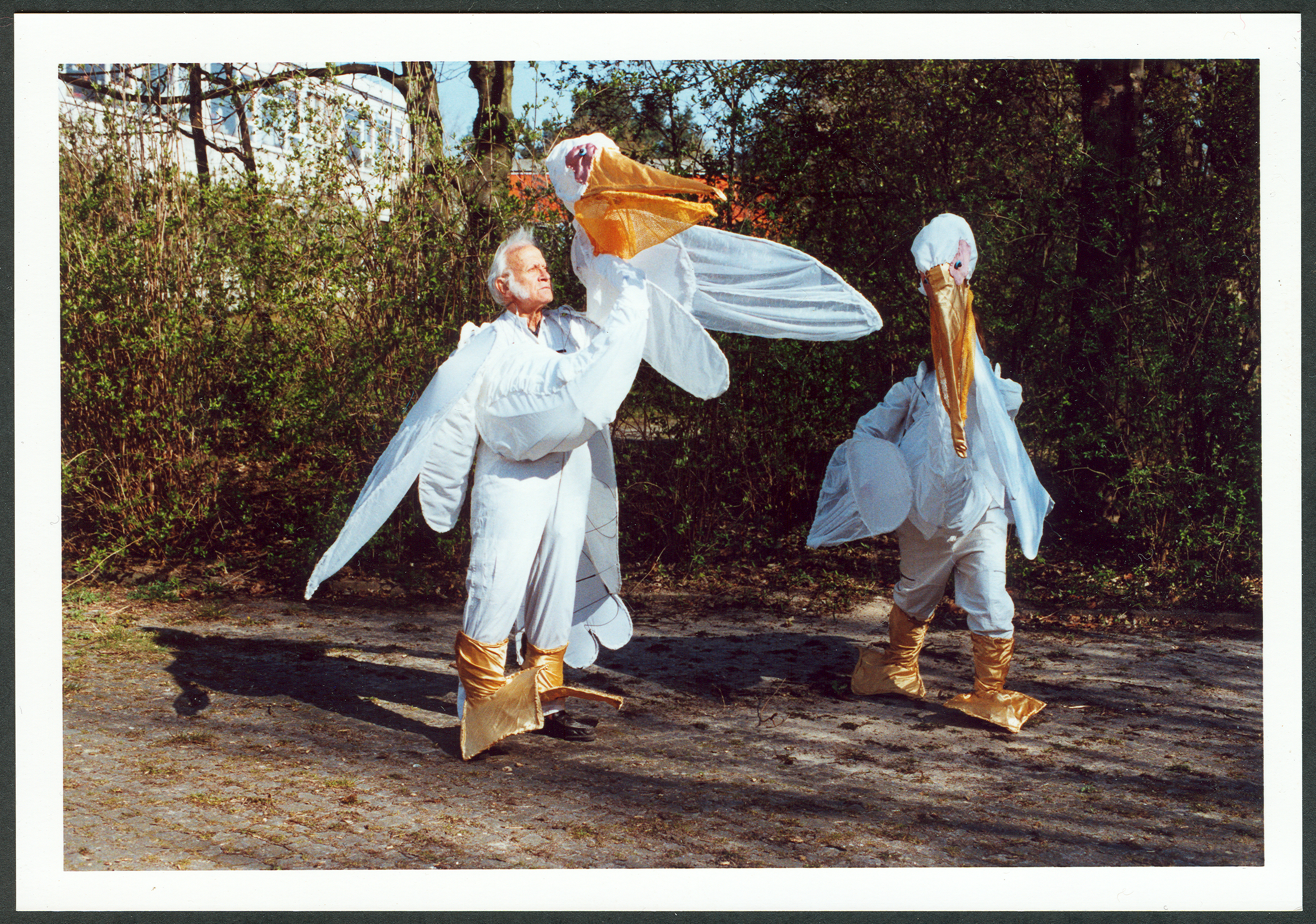
Buchwald probt mit einem Pelikan-Kostüm

#### Die Weiterentwicklung des Scharniertheaters
Im Laufe der Jahrzehnte entstanden über 100 Produktionen mit tausenden von Masken: Tiere aller Art, Figuren in Anlehnung an die Comedia d’elle Arte, mythologische Gestalten, Karikaturen. Da das Maskenwachstum nicht nachließ, stellte die Stadt Hannover immer wieder neue Räume zur Verfügung: im Lister Turm, im Keller der Brüder-Grimm-Schule, Büros in Bornum und schließlich (im Frühjahr 2015) fand ein Teil der Masken Unterschlupf im Dachgeschoss des Figurentheaterhauses Theatrio.
Die Gründung des Vereins „Scharniertheater Hannover e.V.“ (1998) erwies sich nach dem Tod von Hella († 2000) und Hans-Ulrich Buchwald († 2009) als besonders hilfreich. So konnte Kontinuität gewahrt werden, die in besonderer Weise von Ralf-Peter Post, dem Meisterschüler Buchwalds und jetzigen künstlerischen Leiters des Scharniertheaters, personifiziert wird. Er hat viele der Stücke für das Kleine Fest im Herrenhäuser Garten mit Buchwald zusammen inszeniert und neue Generationen von Masken entwickelt. Post setzte die Tradition in regionalen und internationalen Walkacts fort. In ähnlicher Weise setzten auch Buchwalds Töchter die Tradition des Scharniertheaters fort: Gundel Zschau-Buchwald in und um Hamburg und Marianna in Chicago, aber auch in Deutschland.

## Ausstellungen (Auswahl)

### Einzelausstellungen

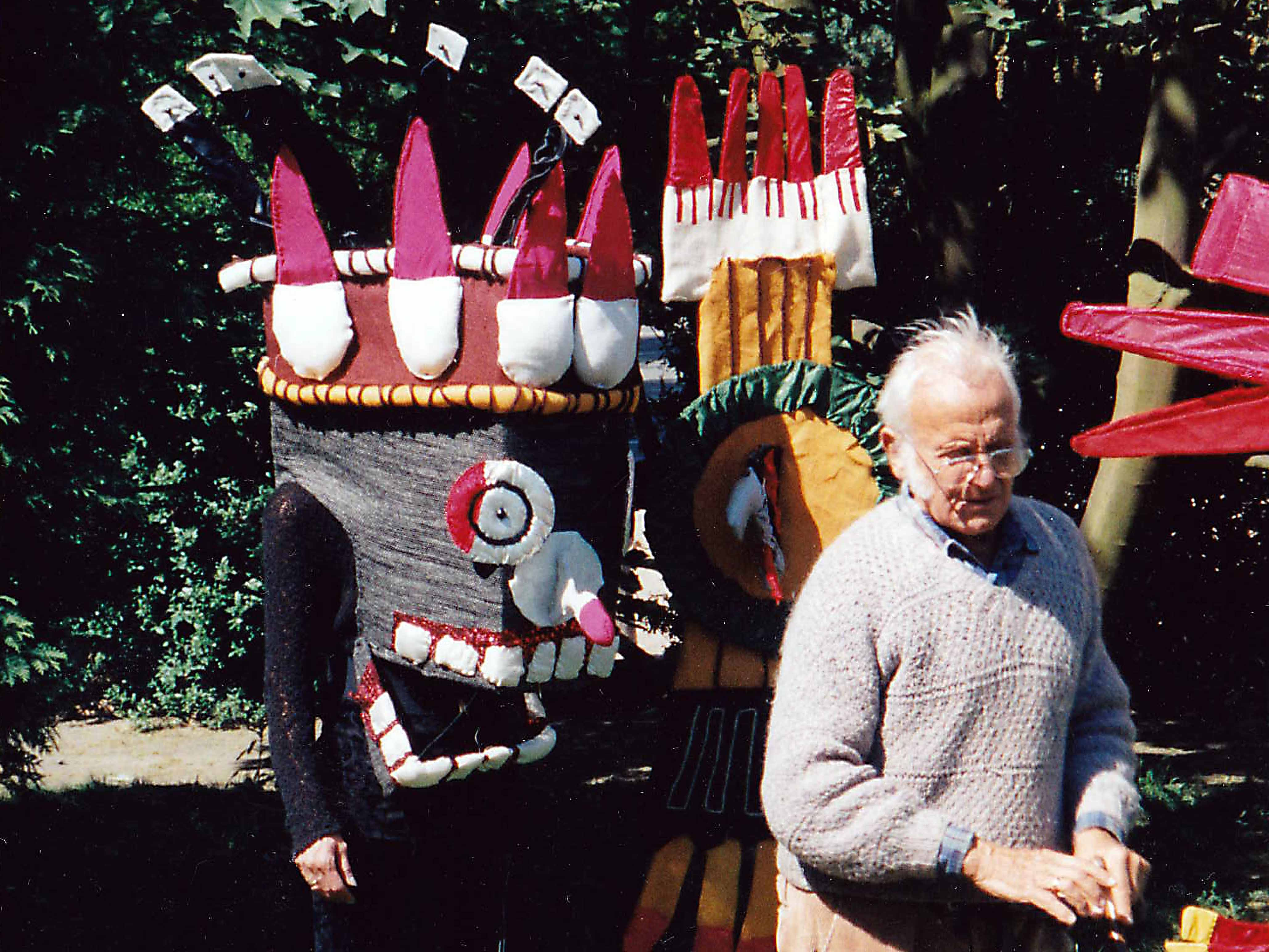
Hans-Ulrich Buchwald mit der Maske eines Aztekengottes

- 1960: Städtisches Museum Göttingen
- 1964: Märkisches Museum Witten
- 1965: Kunstkreis Hameln
- 1966: Reuchlinghaus Pforzheim
- 1968: Bad Waldsee
- 1968: Galerie am Abend, Berlin
- 1969: Bund Bildender Künstler, Hannover
- 1971: Funkhaus Hannover
- 1973: Rotenburg an der Wümme, bei Bremen
- 1974: Theater am Ägi, veranstaltet vom Kunstverein Hannover
- 1974: Galerie Internationale, New York
- 1977: Haus am Lützowplatz, Berlin
- 1979: Handwerkskammer Köln
- 1979: Galerie Meiborssen
- 1980: Städtisches Museum, Göttingen
- 1980: Parkgalerie Witten
- 1984: Orangerie Herrenhausen, Hannover
- 1985: Kunstkreis Hameln
- 1985: Künstlergilde Esslingen
- 1988: Kleine Galerie Bad Waldsee
- 1988: Galerie Kühl, Hannover
- 1989: Bund Bildender Künstler, Hannover
- 1990: Präsentation der Edition Lebensretter in der Galerie Kunst der Zeit, Leipzig
- 1991: Xylon-Museum, Schloss Schwetzingen
- 2010: Galerie Lortzingart, Hannover
- 2010: und 2012 Burgdorf, Kulturverein Scena
- 2012 und 2014: Café Alte Posthalterei, Syke
- 2014: Kunsthaus am Schloss, Mirow
- 2015: Autohaus Vorbeck, Wentorf bei Hamburg

### Ausstellungsbeteiligungen von 1961 bis 2009 (Auswahl)
- 1961 u. 1962: Böttcherstrasse Bremen
- alle 4 Jahre Xylon Genf
- 1964–1969: Contemporary prints of Germany in Corvallis, Oregon/USA
- 1966: Kunsthalle Baden-Baden
- 1969: Biennale in Pistoia/Italien
- 1973: Galerie Internationale New York
- 1973: Kunstverein Schwetzingen
- 1973: Rheinisches Landesmuseum, Bonn
- 1971 Galerie im Rahmhof, Frankfurt
- 1977: Haus der Kunst, München
- 1991: Xylon-Museum, Schloss Schwetzingen
- Graphik Biennale Biella/Italien
- Antiquitätenmesse München,
- Galerie Gurlitt, München
- The Leigh Gallery, Chicago
- Murphy Hill Gallery, Chicago

### Aufführungen des Scharniertheaters Hannover (Auswahl)
und Aktionen zu Ausstellungseröffnungen und Straßenfesten (Auswahl)
- 1969: Hannover: Aspekte zur Eröffnung der Kunstausstellung von Hella und Hans-Ulrich Buchwald im Künstlerhaus Hannover. Regie: Gundel und Hella Buchwald.
- 1970: Braunschweig: Kommen und Gehen von Samuel Beckett. Regie: Hartmut Forche
- 1970: Braunschweig. Puppe und Mensch. 5 Sätze von Anton von Webern. Choreographie: Richard Adama, Braunschweig
- 1971: Hannover: Peter und der Wolf, Regie: Susanne Swoboda
- 1971: Hannover: Revue Grotesque. Libretto Gundel und Erich Zschau. Musik: Pink Floyd. Regie: Susanne Swoboda
- 1971: Hannover; Funkhaus Hannover, Kleiner Sendesaal. Ausstellung von Heinz-Georg Kanitz, Hella und Hans-Ulrich Buchwald. Mit Figuren und Masken von Hans-Ulrich Buchwald und Heinz-Georg Kanitz, Text: Carol K. Martyn.
- 1973: Hannover: Die wundersame Liebesgeschichte der schönen Magelone, von L. Tieck, mit Liedern von Joh. Brahms Musikschule Hannover. Dramatisierung und Regie: Hartmut H. Forche Pantomime Jean Soubeyran
- 1975: Hannover: Matta-Ausstellung, Kestner-Gesellschaft. Kunst in Aktion mit Figuren von Hans-Ulrich Buchwald
- 1976: Hannover: Aktionen zur Eröffnung des Ihme-Zentrums, Hannover
- 1977: Berlin: Haus am Lützowplatz, Berlin, Ausstellung figürlicher Terrakotten der Familie Buchwald
- 1977: Hannover: Eröffnung des Raschplatzes Hannover sowie der INFA, Hannover, Aktionen mit Puppen und Masken
- 1976/77: Bochum (anlässlich der FIDENA): Der Bauer Gidius von Ham Ein Märchen von J. R. R. Tolkien Dramatisierung und Regie: Martin Ulrich Musikkomposition Wolfgang Burhenne
- 1977: Hannover: Der Vogelzauber. Idee Jochen Krüger. Musik: Niedersächsisches Kammerorchester.
- 1978: Hannover: Die Verlobung unter der Laterne. von Jacques Offenbach. Idee: Claus-Ulrich Heinke. Musik: Niedersächsisches Kammerorchester.
- 1978/79: Hannover: Das geraubte Bärchen, Kindertheater. Idee und Text: Gundel Zschau-Buchwald, Musik: Manfred Kühn
- 1979: Hannover: Die sieben Todsünden. Regie: Luise Buchwald. Musik: Manfred Kühn
- 1979: Köln: Ausstellung Handwerkskammer in Köln mit Bildern und Terrakotten der Familie Buchwald Regie: Bernd Seidel
- 1980: Hannover: Bildmaterial zum Weltkongress der Puppenspieler Washington – Ausstellungsbeteiligung im Ballhof, Hannover
- 1980 Hannover: Der Löwe und die vier Stiere, eine Fabel Idee und Regie: Hans-Ulrich Buchwald Musik: Bernd Korstock
- 1981 Hannover: Schorsenbummel zur Eröffnung der Fußgänger- und Flanierzone Georgstraße
- 1980/82: Hannover: Das Geheimnis des Werdens. Idee: Frank Fuhrmann. Regie: Willi Forwick. Musik: Manfred Kühn
- 1981: Hamburg: Hamburger Kirchentag: Neues von Noah. Regie: Gundel und Erich Zschau. Musik: Manfred Kühn
- 1982: Hannover: Das Erwachen der Tiere. Regie: Bettina Vahlbruch
- 1983: Hannover-Herrenhausen: Zirkus Scharnierelli. Regie: Bettina Vahlbruch.
- 1983: Bochum, Fidena, Internationales Puppenspielfestival: Drahtfrühling, Suprematistische Sinfonie. Regie: Denise Formann. Musik: Percussionensemble Hannover
- 1984: Hannover: 15-jähriges Jubiläum des Scharniertheaters in der Orangerie Herrenhausen
- 1984: Hannover: Spanisches Märchen. Drehbuch: Gundel Zschau-Buchwald. Regie: Marianne Buchwald
- 1985: Hannover-Herrenhausen, Händelfest: Höfisches Bestiarium im Halbmond. Regie: Marianne Buchwald. Musik: Nikolaus Lampasiak
- 1986: Hamburg, Kunsthaus: Grenzüberschreitung. Regie: Loek Grobben. Musik: Patanga.
- 1986: Hannover: Kleines Fest im Großen Garten: Vogelpromenad. Regie: Marianne Buchwald. Musik: Nikolaus Lampasiak
- 1986: Bad Segeberg, Evangelische Akademie: Die sieben Todsünden. Regie Gundel Zschau-Buchwald. Musik: Manfred Kühn
- 1987: Hannover: Afrikanisches Märchen. Regie: Abdulfettah Diouri, Musik: Nikolaus Lampasiak
- 1988: Hannover: Kleines Fest im Großen Garten Capitano und Isabella (Commedia dell'arte). Regie: Günter Schaller. Musik Nikolaus und Johannes Lampasiak
- 1988: Hannover: Der farbenfrohe Pelikan. Regie: Gundel Zschau-Buchwald. Musik: Nikolaus Lampasiak
- 1989: Hannover NDR—Funkhaus: Konzertante Uraufführung der Musik von Willi Vogl zum Der Kessel der Weisheit
- 1989: Hannover: Der Löwe im Frisiersalon. Musik und Regie: Nikolaus Lampasiak
- 1989: Hannover: Ein Fest in der Oper – 300 Jahre Oper Hannover. Walkacts und Szenen.
- 1990: Hannover, Theater am Aegi: Keltenvisionen von Gundestrup. Regie: Jean Soubeyran. Musik Willi Vogl.
- 1990: Hannover, Zoologischer Garten – Konferenz der Zootiere, anlässlich der 125-Jahr-Feier des Zoos. Regie: Hans-Ulrich Buchwald. Musik: Nikolaus Lampasiak & Abdulfettah Diouri
- 1990: Hannover: Ein Fest in der Oper – Tanz in vielerlei Gestalt Ball der Tiere. Regie: Heide Schwochow. Pantomime Jean Soubeyran
- 1991: Hannover, Theater im Hof. Aus Anlass des 70. Geburtstages von M. Jean Soubeyran: Erde, Sonne, Pflanze. (nach einem afrikanischen Märchen). Regie und Inszenierung Marianne Buchwald u. Earl Mc. Comb/Chicago
- 1991: Hannover-Herrenhausen: Kleines Fest im Großen Garten: Paradiesvögel. Regie: Marianne Buchwald
- 1991: Hamburg: Federleichte Vogelpantomime. Zum Bürgerfest der deutschen Einheit. Regie: Gundel Zschau-Buchwald
- 1995: Die verzauberten Brüder (russisches Märchen) Freizeitheim Lister Turm
- 1997: Afrikanisches Märchen- zum Kleinen Fest im Großen Garten, Hannover-Herrenhausen.

## Rezeption

### Zeugnisse von Zeitgenossen
Roland Geiger:

„Nichts von dem, was hier gezeigt wird, ist mit gewöhnlichem Maßstab zu messen. — Hans-Ulrich Buchwald ist ein vollblütiger Künstler, ein Schöpfer mit einer menschlichen Temperatur, der nichts fremd ist. — Dieser Mann folgt sich selbst, und das wird sichtbar.“

Rudolf Jüdes:

„Buchwald(s)… künstlerisches Werk, vielfältig, eindringlich, dem Augenblick genauso verpflichtet wie der weit ausgreifenden Erinnerung an die lebendige Natur und die schöpferische Kultur des Menschen, hat einen existentiellen Bestand begründet, der nicht völlig in der Zeit verschwinden kann. Da ist etwas, das bleibt. Ein Welttheater liegt hier vor.“

Rüdiger Joppien:

„Hans-Ulrich Buchwald gehört unter den zeitgenössischen Künstlern zu den wenigen Meistern der Holz- und Linolschneidekunst… Buchwalds persönliches Leben ist gekennzeichnet von der Suche nach der Vielfalt, dem Sammeln von Eindrücken und ihrer kommunikativen Wiedergabe… Erlebnishafte Charakterzüge sind es, die ihn beherrschen, Liebenswürdigkeit und Witz, ebenso wie Listenreichtum und Wut; Komik dient ihm als Spiegel zur Betrachtung.“

Klaus Kowalski:

„Das Alltägliche, das Erlebte ist es, das Hans-Ulrich Buchwald in den unterschiedlichen Bereichen seiner Kunst in häufig übergroßen Dimensionen umsetzt. Für diese Vielseitigkeit wird der heute freiberufliche Künstler im In- und Ausland mit internationalen Anerkennungen, Ausstellungen und zahlreichen Kunstpreisen geehrt.“

Franz Heins:

„Buchwald ist fast der einzige Künstler, der dem Figurentheater der Bundesrepublik, anknüpfend an die Zeit vor 1933 bis auf den heutigen Tag ernstzunehmende Ausdrucksmöglichkeiten erschlossen hat. Vor allem in seinen Großfiguren und Masken, die nie eine glatte Schönheit farbiger Flächen, sondern immer das Abenteuer und die Erregung grafischer Durchbrechungen und Irritierungen zeigen, hat der Künstler seine im Figurentheater überzeugenden Ausdrucksformen gefunden. Das Schaffen Buchwalds wird sicherlich einmal als Feigenblatt dafür herhalten müssen, daß es im Figurentheater der ersten 35 Jahre der Bundesrepublik nicht nur biedere Handwerklichkeit gegeben hat.“

Andreas Stolz zu einer Aufführung der „Geschichte vom Soldaten“ von Strawinsky:

„Zum Einsatz, und das war eine Säule dieser exzellenten Aufführung, kamen Masken des 2009 gestorbenen Bühnenbildners und Maskenbauers Hans-Ulrich Buchwald. Die sind vom Format und optischen Eindruck her gigantisch, und sie erzielen phänomenale Wirkung. Die Aufführung versprühte so die Aura des absolut Einmaligen, Grandiosen.“

### Film und Fernsehen
- 1970: ZDF Drehscheibe, Aspekte (Über eine Aufführung auf dem Festival der UNIMA in Braunschweig)
- 1970: NDR Nordschau: Kommen und Gehen von Samuel Beckett
- 1971: Stuttgarter Fernsehen und NDR Nordschau: Revue Grotesque
- 1977: NDR Nordschau und Belgisches Fernsehen: Peter und der Wolf.
- 1979: NDR Nordschau: Die sieben Todsünden
- 1980: Süddeutscher Rundfunk: Geheimnis des Werdens
- 1984: ARD – Hallo Niedersachsen Spanisches Märchen
- 1985: N3: Die Buchwalds
- 1990: NDR – Hallo Niedersachsen: Die Keltenvisionen von Gundestrup.
- 1991: ZDF: Auszüge aus dem Auftritt zum Kleinen Fest im Großen Garten
- 1997: N3: Peter Kellner: Begegnung mit der anderen Art
- 2003: Film von Ralf-Peter Post: Das kleine Fest im Großen Garten 2003. (Im Auftrag der Stadt Hannover)
- 2009: ZDF: Schatz oder Schund
- 2009: Film von Ralf-Peter Post: „…was einen lebendig macht“. Der Künstler Hans-Ulrich Buchwald.

### Werke in Museen
Museum für Kunst und Gewerbe, Hamburg